# 83 (getal)
83 (drieëntachtig) is het natuurlijk getal volgend op 82 en voorafgaand aan 84.

## In dewiskunde
- 83 is het 23e priemgetal in de lijst van priemgetallen.

## Overig
83 is ook:
- Het jaar A.D. 83 en 1983.
- Het atoomnummer van het scheikundig element Bismut (Bi).